# ليندوكوهل مكوانازي
ليندوكوهل مكوانازي (بالإنجليزية: Lindokuhle Mkhwanazi)‏ (12 يوليو 1985 في جنوب أفريقيا - ) هو لاعب كرة قدم جنوب أفريقي في مركز الوسط. شارك مع منتخب جنوب أفريقيا لكرة القدم. أما مع النوادي، فقد لعب مع أورلاندو بيراتس وتاندا رويال زولو ‏.

## وصلات خارجية
- ليندوكوهل مكوانازي على موقع قاعدة بيانات كرة القدم.إي يو (الإنجليزية)